# Birthe Buch
Birthe Buch (født 26. december 1928 i København, død 31. december 1998) var dansk sangerinde. Medlem af Lørdagspigerne, kendt sangtrio, der havde sin storhedstid i 1950'erne med en lang række fortolkninger af tidens standarder så som "Mit Barndomshjem", "Når Lygterne Tændes", "Bamses Fødselsdag" og "Elefantens vuggevise". Foruden Birte Buch bestod trioen af Nete Schreiner og Inge Stauss.
Efter opløsningen af lørdagspigerne startede Birte Buch en solistkarriere, der sluttede, da hun blev gift med radiomanden Arne Honoré. Sidenhen fortsatte hun sit musiske engagement som sanglærer på Milestedet Skole i Rødovre.